# Carves
Carves é uma comuna francesa na região administrativa da Nova Aquitânia, no departamento Dordonha. Estende-se por uma área de 10,08 km². Em 2010 a comuna tinha 108 habitantes (densidade: 10,7 hab./km²).